# Pennautier
Pennautier – miejscowość i gmina we Francji, w regionie Oksytania, w departamencie Aude. Przez miejscowość przepływa rzeka Fresquel. 
Według danych na rok 1990 gminę zamieszkiwało 1936 osób, a gęstość zaludnienia wynosiła 109 osób/km² (wśród 1545 gmin Langwedocji-Roussillon Pennautier plasuje się na 201. miejscu pod względem liczby ludności, natomiast pod względem powierzchni na miejscu 439.).

## Zabytki
Zabytki w miejscowości posiadające status Monument historique:
- zamek w Pennautier (château de Pennautier)